# Championnats d'Océanie de badminton
Les Championnats d'Océanie de badminton sont les championnats opposant les meilleurs joueurs d'Océanie de simple hommes, simple dames, double hommes, double dames et double mixtes. Ils sont organisés par la Confédération de badminton d'Océanie tous les deux ans depuis 1997 et sont devenus annuels à partir de 2014. 
La compétition est l'une des cinq compétitions continentales, avec les Championnats d'Europe, les Championnats d'Asie, les Championnats panaméricains et les Championnats d'Afrique.
Elle fait partie du circuit du BWF World Tour, et rapporte donc des points dans le classement mondial. Ce championnat équivaut à un tournoi International Challenge, ce qui fait de cette compétition le championnat continental qui rapporte le moins de points, avec le Championnat d'Afrique. 

## Palmarès individuel
| Année | Lieu                | Simple hommes       | Simple dames        | Double hommes                      | Double dames                         | Double mixte                              |
| ----- | ------------------- | ------------------- | ------------------- | ---------------------------------- | ------------------------------------ | ----------------------------------------- |
| 1997  | North Harbour (NZL) | Nick Hall           | Li Feng             | David Bamford Peter Blackburn      | Li Feng Sheree Jefferson             | Daniel Shirley Tammy Jenkins              |
| 1999  | Brisbane (AUS)      | Rio Suryana         | Rhona Robertson     | David Bamford Peter Blackburn      | Rhonda Cator Amanda Hardy            | Peter Blackburn Rhonda Cator              |
| 2002  | Suva (FIJ)          | Geoffrey Bellingham | Lenny Permana       | Peter Blackburn Murray Hocking     | Tammy Jenkins Rhona Robertson        | Daniel Shirley Sara Runesten-Petersen     |
| 2004  | Waitakere (NZL)     | Leonard Tjoe        | Lenny Permana       | John Gordon Daniel Shirley         | Nicole Gordon Sara Runesten-Petersen | Daniel Shirley Sara Runesten-Petersen     |
| 2006  | Auckland (NZL)      | Geoffrey Bellingham | Rachel Hindley      | Geoffrey Bellingham Craig Cooper   | Nicole Gordon Sara Runesten-Petersen | Daniel Shirley Sara Runesten-Petersen     |
| 2008  | Nouméa (NCL)        | John Moody          | Michelle Chan       | Ross Smith Glenn Warfe             | Michelle Chan Rachel Hindley         | Henry Tam Donna Cranston                  |
| 2010  | Invercargill (NZL)  | Joe Wu              | Huang Chia-chi      | Ross Smith Glenn Warfe             | Leanne Choo Kate Wilson-Smith        | Glenn Warfe Kate Wilson-Smith             |
| 2012  | Ballarat (AUS)      | James Eunson        | Michelle Chan Ky    | Ross Smith Glenn Warfe             | Leanne Choo Renuga Veeran            | Raymond Tam Eugenia Tanaka                |
| 2014  | Ballarat (AUS)      | Jeff Tho            | Verdet Kessler      | Raymond Tam Glenn Warfe            | Jacqueline Guan Gronya Somerville    | Oliver Leydon-Davis Susannah Leydon-Davis |
| 2015  | North Harbour (NZL) | Daniel Guda         | Wendy Chen Hsuan-yu | Matthew Chau Sawan Serasinghe      | Leanne Choo Gronya Somerville        | Robin Middleton Leanne Choo               |
| 2016  | Punaauia (PYF)      | Ashwant Gobinathan  | Wendy Chen Hsuan-yu | Matthew Chau Sawan Serasinghe      | Tiffany Ho Jennifer Tam              | Robin Middleton Leanne Choo               |
| 2017  | Nouméa (NCL)        | Pit Seng Low        | Wendy Chen Hsuan-yu | Matthew Chau Sawan Serasinghe      | Setyana Mapasa Gronya Somerville     | Sawan Serasinghe Setyana Mapasa           |
| 2018  | Hamilton (NZL)      | Abhinav Manota      | Wendy Chen Hsuan-yu | Matthew Chau Sawan Serasinghe      | Setyana Mapasa Gronya Somerville     | Sawan Serasinghe Setyana Mapasa           |
| 2019  | Melbourne (AUS)     | Oscar Guo           | Wendy Chen Hsuan-yu | Sawan Serasinghe Eric Vuong        | Setyana Mapasa Gronya Somerville     | Simon Leung Gronya Somerville             |
| 2020  | Ballarat (AUS)      | Abhinav Manota      | Wendy Chen Hsuan-yu | Oliver Leydon-Davis Abhinav Manota | Setyana Mapasa Gronya Somerville     | Simon Leung Gronya Somerville             |
| 2022  | Melbourne (AUS)     | Edward Lau          | Wendy Chen Hsuan-yu | Abhinav Manota Jack Wang           | Joyce Choong Sylvina Kurniawan       | Kenneth Choo Gronya Somerville            |
| 2023  | Auckland (NZL)      | Abhinav Manota      | Shaunna Li          | Kenneth Choo Rayne Wang            | Sylvina Kurniawan Setyana Mapasa     | Kenneth Choo Gronya Somerville            |
| 2024  | Geelong (AUS)       | Edward Lau          | Tiffany Ho          | Lucas Defolky Huaidong Tang        | Setyana Mapasa Angela Yu             | Kenneth Zhe Hooi Choo Gronya Somerville   |

## Palmarès par équipes
| Année | Lieu         | Vainqueur        | Deuxième           | Troisième          |
| ----- | ------------ | ---------------- | ------------------ | ------------------ |
| 1999  | Brisbane     | Australie        | Nouvelle-Zélande   | Nouvelle-Calédonie |
| 2002  | Suva         | Australie        | Nouvelle-Zélande   | Fidji              |
| 2004  | Waitakere    | Nouvelle-Zélande | Australie          | Nouvelle-Calédonie |
| 2006  | Auckland     | Nouvelle-Zélande | Australie          | Fidji              |
| 2008  | Nouméa       | Nouvelle-Zélande | Australie          | Nouvelle-Calédonie |
| 2010  | Invercargill | Australie        | Nouvelle-Zélande   | Fidji              |
| 2012  | Ballarat     | Australie        | Nouvelle-Zélande 1 | Nouvelle-Zélande 2 |
| 2014  | Ballarat     | Australie        | Nouvelle-Zélande   | Nouvelle-Calédonie |
| 2016  | Auckland     | Australie        | Nouvelle-Zélande   | Tahiti             |
| 2019  | Melbourne    | Australie        | Nouvelle-Zélande   | Nouvelle-Calédonie |
| 2021  | Non disputé  | Non disputé      | Non disputé        | Non disputé        |
| 2023  | Auckland     | Australie        | Nouvelle-Zélande   | Nouvelle-Calédonie |
| 2025  | Auckland     | Australie        | Nouvelle-Zélande   | Tahiti             |

| Année | Lieu         | Vainqueur        | Deuxième         | Troisième          |
| ----- | ------------ | ---------------- | ---------------- | ------------------ |
| 2008  | Nouméa       | Nouvelle-Zélande | Australie        | ignoré             |
| 2010  | Invercargill | Australie        | Nouvelle-Zélande | Nouvelle-Calédonie |
| 2012  | Ballarat     | Nouvelle-Zélande | Australie        | Nouvelle-Calédonie |
| 2014  | Non disputé  | Non disputé      | Non disputé      | Non disputé        |
| 2016  | Auckland     | Nouvelle-Zélande | Australie        | Tahiti             |
| 2018  | Hamilton     | Australie        | Nouvelle-Zélande | Tahiti             |
| 2020  | Ballarat     | Australie        | Nouvelle-Zélande | Tahiti             |
| 2022  | Non disputé  | Non disputé      | Non disputé      | Non disputé        |
| 2024  | Geelong      | Australie        | Nouvelle-Zélande | Tahiti             |

| Année | Lieu         | Vainqueur        | Deuxième         | Troisième          |
| ----- | ------------ | ---------------- | ---------------- | ------------------ |
| 2008  | Nouméa       | Nouvelle-Zélande | Australie        | ignoré             |
| 2010  | Invercargill | Australie        | Nouvelle-Zélande | Nouvelle-Calédonie |
| 2012  | Ballarat     | Australie        | Nouvelle-Zélande | Nouvelle-Calédonie |
| 2014  | Non disputé  | Non disputé      | Non disputé      | Non disputé        |
| 2016  | Auckland     | Australie        | Nouvelle-Zélande | Nouvelle-Calédonie |
| 2018  | Hamilton     | Australie        | Nouvelle-Zélande | Fidji              |
| 2020  | Ballarat     | Australie        | Nouvelle-Zélande | Nouvelle-Calédonie |
| 2022  | Non disputé  | Non disputé      | Non disputé      | Non disputé        |
| 2024  | Geelong      | Australie        | Nouvelle-Zélande | Tahiti             |